# Sona Välixan
Sona Välixan (azerbajdzjanska: Sona Vəlixan), född 19 juni 1883 i Guvernementet Charkov, död 4 april 1982 i Baku, var en azerbajdzjansk läkare. Hon blev 1908 sitt lands första kvinnliga läkare. 